# Stazione di Villanova-Grosso
(Cesare Pavese, La casa in collina, XXIX capitolo)
La stazione di Villanova Grosso è una fermata della ferrovia Torino-Ceres. Serve i centri abitati di Villanova Canavese e Grosso, nella città metropolitana di Torino.
Precedemente gestita dal Gruppo Torinese Trasporti (GTT), dal 1 gennaio 2024 è gestita da Rete Ferroviaria Italiana (RFI).

## Storia
Costruita nel 1876 secondo il progetto dell'ingegner Borella, è la più piccola stazione della linea ferroviaria (sprovvista anche di emettitrice di biglietti).

## Strutture e impianti
È una costruzione di due piani con un'ala laterale di un piano solo e il tetto, circondato dalla caratteristica coronatura in legno, è a doppia falda con rivestimento in coppi; addossata al fabbricato viaggiatori c'è una pensilina a falda unica in ghisa.
Dopo un lungo periodo di decadenza, la stazione venne restaurata (almeno esternamente): vennero sostituite le due porte di ingresso con delle nuove, provviste di serratura funzionante e vennero interamente ritinteggiati i muri esterni. Resta invece ancora in cattivo stato di conservazione il tetto.
È provvista di un unico binario ferroviario.

## Servizi
La stazione dispone di:
- Servizi igienici